# Juan Manuel Gárate
Juan Manuel Gárate Cepa (født 24. april 1976 i Irun, Spanien) er en spansk forhenværende cykelrytter.
Han er bjergspecialist, og hans største præstation er i Giro d'Italia. Han kom på fjerdepladsen i 2002 og femtepladsen i 2005, da han samme år vandt bjergtrøjen. I 2006 kom han på syvende pladsen i Giro d'Italia. I 2005 vandt han det spanske mesterskab i cykling.
I Tour de France 2009 vandt han 20. etape, som var på toppen af det frygtede bjerg Mont Ventoux. Gárate besteg bjerget, sammen med tyskeren Tony Martin, fra Team Columbia-HTC. 100 meter før mål stak Gárate af fra Martin, og tog dermed sejren, med 3 sekunder ned til Martin. Han blev dermed den 13. cykelrytter til at vinde en etape på Mont Ventoux, under et Tour de France-løb.